# Linie 9 der Pariser Straßenbahn
| Karte |                      |                                   |                                   |
| Streckenlänge: | 10,3 km              |                                   |                                   |
| Spurweite: | 1435 mm (Normalspur) |                                   |                                   |
| |                      |                                   |                                   |
| Eröffnung: | 2021                 |                                   |                                   |
| Stationen: | 19                   |                                   |                                   |
| \| \| \| Linie T3a von Porte de Vincennes \| \| \| \| Porte de Choisy \| \| \| \| Linie T3a nach Pont du Garigliano \| \| \| \| Châteaudun–Barbès \| \| \| \| Cimetière Parisien d'Ivry \| \| \| \| La Briqueterie \| \| \| \| Germaine Tailleferre \| \| \| \| Beethoven–Concorde \| \| \| \| Musée MAC VAL \| \| \| \| Mairie de Vitry-sur-Seine \| \| \| \| Camille Groult \| \| \| \| Constant Coquelin \| \| \| \| Watteau–Rondenay \| \| \| \| Trois Communes \| \| \| \| Verdun–Hoche \| \| \| \| Rouget de Lisle \| \| \| \| Carle–Darthé \| \| \| \| Four–Peary \| \| \| \| Depot \| \| \| \| Les Saules \| \| \| \| Orly–Gaston Viens \| |                      |                                   |                                   |
| U-Bahn-Strecke |                      | Linie T3a von Porte de Vincennes  | Linie T3a von Porte de Vincennes  |
| |                      | Porte de Choisy                   |                                   |
| U-Bahn-Strecke nach rechts · U-Bahn-Strecke |                      | Linie T3a nach Pont du Garigliano | Linie T3a nach Pont du Garigliano |
| U-Bahn-Haltepunkt / Haltestelle |                      | Châteaudun–Barbès                 | Châteaudun–Barbès                 |
| U-Bahn-Haltepunkt / Haltestelle |                      | Cimetière Parisien d'Ivry         | Cimetière Parisien d'Ivry         |
| U-Bahn-Haltepunkt / Haltestelle |                      | La Briqueterie                    | La Briqueterie                    |
| U-Bahn-Haltepunkt / Haltestelle |                      | Germaine Tailleferre              | Germaine Tailleferre              |
| U-Bahn-Haltepunkt / Haltestelle |                      | Beethoven–Concorde                | Beethoven–Concorde                |
| U-Bahn-Haltepunkt / Haltestelle |                      | Musée MAC VAL                     | Musée MAC VAL                     |
| U-Bahn-Haltepunkt / Haltestelle |                      | Mairie de Vitry-sur-Seine         | Mairie de Vitry-sur-Seine         |
| U-Bahn-Haltepunkt / Haltestelle |                      | Camille Groult                    | Camille Groult                    |
| U-Bahn-Haltepunkt / Haltestelle |                      | Constant Coquelin                 | Constant Coquelin                 |
| U-Bahn-Haltepunkt / Haltestelle |                      | Watteau–Rondenay                  | Watteau–Rondenay                  |
| U-Bahn-Haltepunkt / Haltestelle |                      | Trois Communes                    | Trois Communes                    |
| U-Bahn-Haltepunkt / Haltestelle |                      | Verdun–Hoche                      | Verdun–Hoche                      |
| U-Bahn-Haltepunkt / Haltestelle |                      | Rouget de Lisle                   | Rouget de Lisle                   |
| U-Bahn-Haltepunkt / Haltestelle |                      | Carle–Darthé                      | Carle–Darthé                      |
| U-Bahn-Haltepunkt / Haltestelle |                      | Four–Peary                        | Four–Peary                        |
| U-Bahn-Abzweig geradeaus, nach links und von links · U-Bahn-Betriebs-/Güterbahnhof Streckenende und quer |                      | Depot                             | Depot                             |
| U-Bahn-Haltepunkt / Haltestelle |                      | Les Saules                        | Les Saules                        |
| U-Bahn-Kopfbahnhof Streckenende |                      | Orly–Gaston Viens                 | Orly–Gaston Viens                 |

Die Linie 9 der Straßenbahn Île-de-France, kurz Linie T9, früher bekannt als Tramway Porte de Choisy – Orly Ville, ist eine Straßenbahnlinie, die Teil des modernen Straßenbahnnetzes der Region Île-de-France in Frankreich ist. Die Linie 9 verbindet die Pariser Métrostation Porte de Choisy mit dem Zentrum von Orly (Place Gaston Viens) und bedient Vororte im Südosten von Paris. Die Linie 9 fährt dabei nicht zum Flughafen Orly, welcher derzeit von der Straßenbahnlinie 7 bedient wird. Die Linie hat eine Länge von 10,3 km und 19 Stationen. Die Linie wurde am 10. April 2021 eröffnet.
Die Linie wird von Keolis im Auftrag von Île-de-France Mobilités betrieben.

## Projektziele

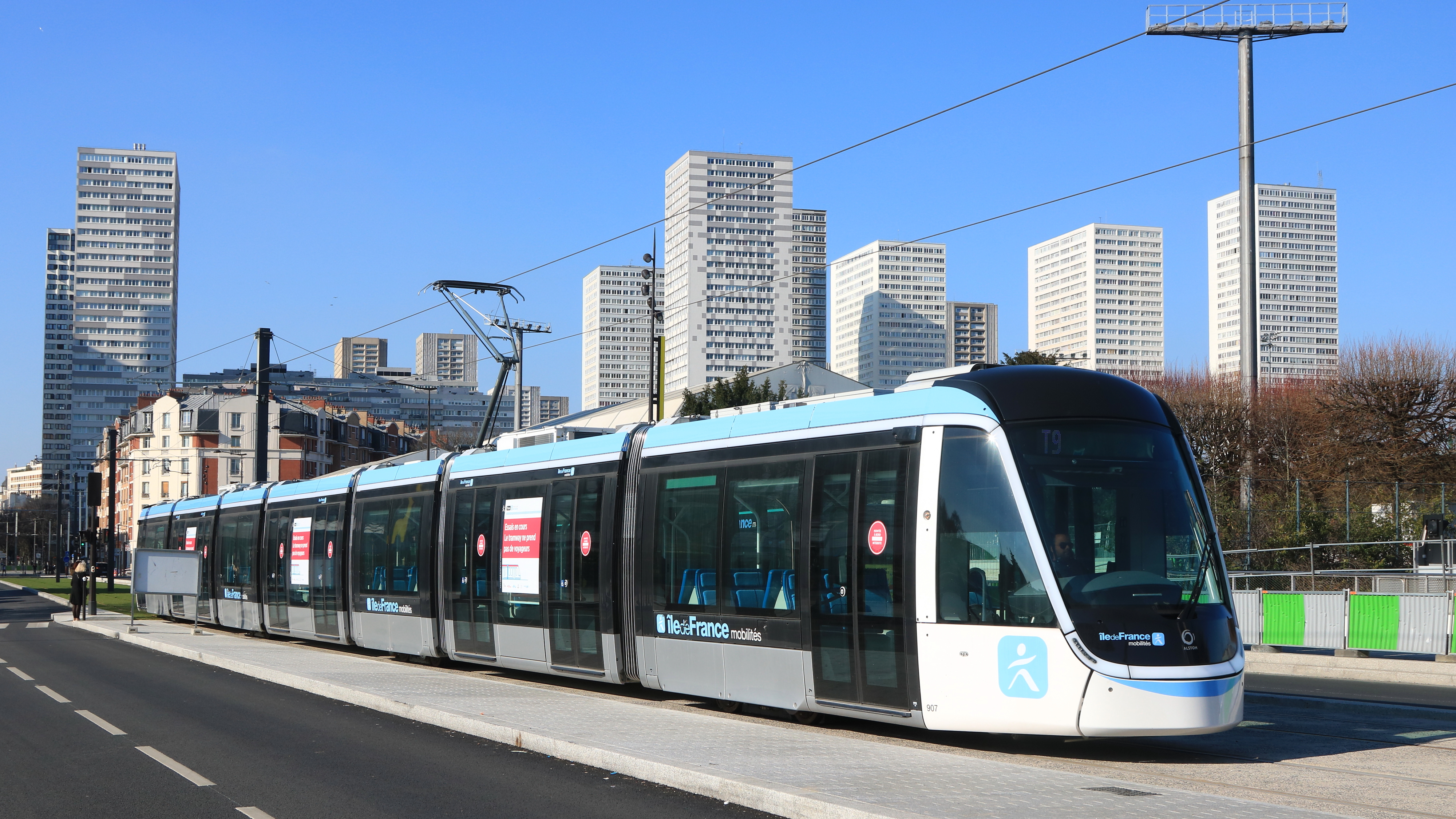
Straßenbahnlinie 9 der Île-de-France am Porte de Choisy

Das Hauptziel des Projekts war es, bestehende Verkehrslinien zu entlasten, insbesondere die RATP-Buslinie 183 (Porte de Choisy – Aéroport d'Orly Terminal Sud), die zur zweitbeliebtesten Buslinie in der Region Île-de-France nach der Linie TVM wurde, und ein öffentliches Verkehrsangebot mit größerer Kapazität, besserer Leistung, höherer Regelmäßigkeit und mehr Komfort durch den Einsatz einer Straßenbahn zu schaffen. Weitere Projektziele waren die Begleitung der Entwicklung eines sich schnell verändernden städtischen Umfelds, die Förderung nachhaltiger Mobilität, die Verbesserung der Verbindungen zwischen bestehenden Verkehrsinfrastrukturen und die Umgestaltung von Straßen und öffentlichen Räumen (Einführung von Fahrradwegen entlang der Straßenbahnstrecke, besser zugängliche Gehwege usw.).
Die Straßenbahnlinie 9 bietet Verbindungen zur Straßenbahnlinie T3a und zur Pariser Métrolinie 7 an der Station Porte de Choisy, zur RER C an der Station Choisy-le-Roi und an der Station Les Saules sowie zu verschiedenen Buslinien, einschließlich der Linien TVM und 393 in Choisy-le-Roi. In Zukunft wird die Linie mit der Pariser Métrolinie 15, Teil des Grand Paris Express, an der Station Mairie de Vitry-sur-Seine verbunden sein.